# Natri ferrioxalat
Natri ferrioxalat, còn được gọi là natri trioxalatoferat(III), là một hợp chất hóa học với công thức Na3Fe(C2O4)3, trong đó sắt ở trạng thái oxy hóa +3. Đó là một phức chất kim loại chuyển tiếp bát diện trong đó ba ion oxalat càng đóng vai trò như các cấu tử (ligand) liên kết với một nguyên tử trung tâm sắt. Natri đóng vai trò như một đối ion, cân bằng điện tích -3 của phức. Tinh thể dạng hydrat của phức, Na3Fe(C2O4)3.xH2O, có màu lục ánh vàng chanh. Trong dung dịch phức chất phân ly cho anion ferrioxalat, [Fe(C2O4)3]3−, có màu lục táo sẫm.

## Liên kết
Các liên kết của nguyên tử sắt là các liên kết cho nhận đồng hóa trị trong đó các cấu tử (ion oxalat, màu lục) đóng góp một cặp điện tử tự do vào các obitan p, d trống của nguyên tử kim loại chuyển tiếp (sắt, màu đỏ). Ba ion oxalat đóng góp tất cả 12 electron và Fe-III có 3 electron trên obitan d để lại 13 ô trống trên các obitan p và d còn lại. 

## Độ tan
Chất này rất dễ tan trong nước nóng (182 phần trên 100 phần dung môi tính theo khối lượng), nhưng ít tan hơn nhiều trong nước lạnh (32 phần trên 100 phần dung môi), xấp xỉ độ tan của natri chloride. Nó tan không đáng kể trong etanol hay hỗn hợp cồn-nước chứa hơn 50% etanol về khối lượng. Nó tan tốt hơn một chút trong nước so với muối kali tương ứng.

## Điều chế
Những tinh thể trên ảnh được tổng hợp bằng cách trộn lẫn dung dịch natri oxalat và sắt(III) oxalat và chờ đợi một vài giờ cho đến khi màu vàng chanh của sắt(III) oxalat được thay thế bằng màu xanh lục của anion phức. Phức này tương đối trơ và trạng thái cân bằng đạt tới khá chậm ở nhiệt độ phòng. Sắt(III) oxalat được điều chế khi hòa tan gỉ sắt trong axit oxalic và sau đó lọc bỏ đi phần không tan. Dung dịch được làm bốc hơi ở ngay dưới điểm sôi cho đến khi các tinh thể nhỏ xuất hiện ở bên dưới cho biết lúc đó dung dịch đang nóng và bão hòa. Sau đó làm lạnh dung dịch trong một cái cốc đặt trên một tấm nhôm lớn. Nhiệt lượng của tấm nhôm đủ để làm lạnh từ từ qua đêm để cho ra các tinh thể có chiều dài cỡ một vài milimet. Các tinh thể lớn hơn được chụp ở góc phía trên bên trái.
Fe2(C2O4)3 + 3 Na2C2O4 → 2 Na3Fe(C2O4)3
Không cần quan tâm về hệ số tỉ lượng và khi cho lượng dư natri oxalat vào, chất này tan tốt hơn nhiều trong nước nóng so với ferrioxalat và các tinh thể ra trước. Cường độ mạnh của màu xanh đã được dùng để dự đoán nồng độ dung dịch có liên quan đến phức. Nhỏ định kì một vài giọt hydro peroxide 100 thể tích trong suốt quá trình làm bay hơi để duy trì trạng thái oxy hóa của sắt và bất kì sắt(II) oxalat không tan nào đều được loại bỏ nếu nó bị kết tủa xuống.
Các tinh thể nhỏ hơn được thu lại từ dung dịch bằng cách đặt nó trong tủ lạnh sau khi đã lấy ra các tinh thể lớn. Những tinh thể nhỏ nhất, góc dưới bên phải của ảnh được làm kết tủa xuống từ dung dịch lạnh bằng cách cho thêm cồn pha metanol.
Hoặc có thể cho Kalioxalat tác dụng với sắt(III)chloride tạo ra phức chất

## Sự đồng phân
Phức ferrioxalat có tính quang hoạt bởi có hai đồng phân lập thể không đối quang. Điều này được mô tả chi tiết hơn dưới dạng muối kali. Về lý thuyết hai đồng phân trên có thể được phân lập bởi quá trình kết tinh của một muối đia của hỗn hợp racemic ion ferrioxalat không quang hoạt với một cation quang hoạt, ví dụ như ion methylethylpropylammoni là một chất đối quang tinh khiết. Như vậy methylethylpropylammoni ferrioxalat sẽ lắng đọng lại để tạo ra những tinh thể không đối quang. Chúng gồm Λ-methylethylpropylammoni Λ-ferrioxalat và Λ-methylethylpropylammoni Δ-ferrioxalat.

## Sự quang khử
Trong dung dịch phức ferrioxalat bị phân hủy bởi ánh sáng. Điều này được mô tả chi tiết hơn dưới dạng muối kali. Một số mẫu tinh thể được cho tiếp xúc với ánh sáng trực tiếp trong một vài giờ, các tinh thể lớn hơn không xảy ra hiện tượng gì, nhưng dung dịch và tinh thể nhỏ sau khi tiếp xúc đã thay đổi màu sắc thành các dạng màu xanh lục khác nhau.
Nếu một dung dịch chứa cả hai loại ion: ion ferrioxalat màu lục và ion oxalat không màu được đặt dưới nguồn ánh sáng mạnh, như ánh nắng trực tiếp, ánh sáng cho phép sắt(III) oxy hóa một trong những cấu tử oxalat thành cacbon dioxide và tạo thành ion phức feroxalat [Fe(C2O4)2]2- màu cam nâu, trong đó nguyên tử trung tâm là sắt(II), tuy nhiên, khi đặt trong bóng tối, sắt(II) lại bị oxy hóa trở lại thành sắt(III) bởi oxy trong không khí, và màu xanh lá của ion phức ferrioxalat lại trở lại. Phức sắt(II) màu cam nâu bắt đầu xuất hiện sau khoảng mười phút phơi nắng và sau khi trải qua vài tiếng ở trong ánh sáng mặt trời chiếu trực tiếp hơn một nửa của phức sắt(III) màu xanh đã bị khử. Sự tái oxy hóa trong bóng tối xảy ra chậm và có thể quan sát được dưới nền ánh sáng điện. Nếu tiến trình này được lặp lại rất nhiều tháng, như là để lại một bình chứa ở bên ngoài tiếp xúc với ánh mặt trời mỗi ngày, cuối cùng hầu hết những ion oxalat đều bị oxy hóa thành cacbonat và sắt tồn tại dưới dạng sắt(III) hydroxit, Fe(OH)3.
Điều này ngụ ý rằng khi tiếp xúc với môi trường, nhất là môi trường ẩm thấp ion ferioxalat khá là không bền và dần dần phân hủy thông qua các quá trình oxy hóa-khử trên thành các dạng thường gặp hơn và bền hơn.
Các phản ứng oxy hóa-khử xúc tác bằng ánh sáng trên từng tạo nên cơ sở của quá trình nhiếp ảnh, tuy nhiên vì độ nhạy thấp và sự tiện dụng của nhiếp ảnh kỹ thuật số những quá trình trên đã trở nên lỗi thời và bị lãng quên đi.

## Sử dụng
Trong thời hiện đại muối ferioxalat, thường là muối kali, được dùng làm ví dụ của các phức cấu tử kim loại chuyển tiếp có thể dễ dàng tổng hợp bởi các học sinh trung học, sinh viên hay học viên cao học để giới thiệu cho họ biết về ngành hóa học phức chất kim loại chuyển tiếp, cũng như trong các phản ứng hóa học trong quá trình nhiếp ảnh nay đã lỗi thời.